# Jean-Laurent Olivier
Pour les articles homonymes, voir Olivier (homonymie).
Jean-Laurent Olivier, né en 1944 et mort le 11 mars 1969, est un ouvrier agricole français, reconnu coupable du meurtre des deux enfants Demarle, avec viol sur la petite fille, et exécuté à Amiens par le bourreau André Obrecht.

## Biographie
Jean-Laurent Olivier naît dans l'Aisne. Abandonné très tôt par sa mère, il est confié à une nourrice de l'Assistance publique, puis est envoyé à l'âge de 15 ans dans une ferme de 70 hectares à Montlevon pour y servir comme domestique. Là-bas, il met enceinte Yvette, la fille du propriétaire, avec qui il est finalement contraint de se marier,. 

### Crime
Le 17 juin 1967, Jean-Laurent Olivier laboure un de ses champs au volant de son tracteur. De celui-ci, il aperçoit trois silhouettes familières : celles de son voisin, Gaston Demarle, et de ses deux enfants, Pierrette et Lucien, respectivement âgés de 11 et 10 ans. Lorsque Gaston s'absente pour chercher du travail dans une usine à Lizy-sur-Ourcq, Jean-Laurent Olivier accoste Pierrette et Lucien. Il demande à ce dernier de le suivre jusqu'à son tracteur, prétextant avoir une commission pour son père. Lucien accepte et disparaît dans le bois de La Futaie de Montlevon avec lui. Quelques minutes plus tard, il vient chercher Pierrette et l'emmène à son tour dans le bois de La Futaie. Là-bas, il la viole avant de l'étrangler comme son frère. Par la suite, il regagne son tracteur comme si de rien n'était et ne rentre chez lui qu'à la nuit tombée. 
À partir de 19 heures, les époux Demarle commencent à s'inquiéter pour leurs enfants qui ne sont ni à la maison auprès de leur mère Micheline, ni avec leur père Gaston de retour de Lizy-sur-Ourcq. Des battues sont organisées toute la soirée et le 18 juin au matin, les dépouilles des deux enfants sont découvertes dans le bois de La Futaie à proximité du champ de Jean-Laurent Olivier. Interrogé par les gendarmes de Château-Thierry, il leur dit avoir vu un homme suspect rôder près du bois dans une Renault 4L bleue la veille. Mais ces derniers doutent de sa version des faits, d'autant plus qu'elle est contredite par deux témoins : Guy Debret et Maurice Himmesoete. Ce dernier dément la présence d'une Renault 4L bleue et assure que Jean-Laurent Olivier n'était pas sur son tracteur entre 15 heures et 15 heures 30, créneau durant lequel le double meurtre semble avoir été commis. Les gendarmes organisent alors une confrontation entre Maurice Himmesoete et Jean-Laurent Olivier qui tourne clairement au désavantage du second. Finalement, le 20 juin à l'aube, il avoue son crime en garde à vue, déclarant ne pas savoir ce qui lui a pris à ce moment-là.

### Condamnation
Après plus d'un an d'instruction, son procès s'ouvre devant la cour d'assises de l'Aisne en septembre 1968. Au cours de ce dernier, Jean-Laurent Olivier est défendu par deux avocats : Jacques Foviaux et Rives. Le premier axe sa défense sur la critique de la peine de mort et le second sur la responsabilité diminuée du prévenu en citant notamment l'expertise du neuropsychiatre Yves Roumajon qui a détecté des anomalies dans son électroencéphalogramme. L'avocat de la partie civile, Charles Libman, a beau être un opposant à la peine capitale, il maintient que Jean-Laurent Olivier n'est pas dément et qu'aucune circonstance atténuante ne peut lui être accordée pour son crime odieux. De ce fait, et malgré la réticence personnelle de l'avocat général Jean-Marie Vignaud à la requérir, les jurés condamnent Jean-Laurent Olivier à la peine de mort le 27 septembre 1968. Il forme aussitôt un pourvoi en cassation, qui est finalement rejeté le 11 décembre 1968.  

### Exécution
Après le rejet de son pourvoi en cassation, Jean-Laurent Olivier est transféré du centre pénitentiaire de Laon à la maison d'arrêt d'Amiens. En mars 1969, ses avocats vont plaider la grâce auprès du président De Gaulle, qui la leur refuse. La veille de son exécution, la psychiatre Sylvie Schaub (née Landau) de l'hôpital Sainte-Anne se rend à Amiens en vue de réaliser une autopsie sur le cerveau d'Olivier le lendemain. Réveillé le 11 mars à 5 heures, il est guillotiné une demi-heure plus tard par le bourreau André Obrecht. Peu de temps après, ses aides remettent à Sylvie Schaub la tête tranchée du condamné afin qu'elle puisse réaliser un prélèvement dessus. Ce dernier lui permet de déceler à l'œil nu une différence de couleur pouvant s'apparenter à une anomalie lobaire mais la non-réalisation de l'examen anatomopathologique prévu empêche d'infirmer ou de confirmer cette observation, pourtant abondement exploitée par les adversaires de la peine de mort (André Lwoff, Robert Badinter) dans les années suivantes,. 